# Caloptilia isochrysa
Caloptilia isochrysa là một loài bướm đêm thuộc họ Gracillariidae. Nó được tìm thấy ở Ấn Độ (Meghalaya), Nhật Bản (Honshū, Kyūshū và quần đảo Ryukyu) và Nepal.
Sải cánh dài 14–15 mm.
Ấu trùng ăn Cleyeria japonica. Chúng có thể ăn lá nơi chúng làm tổ.